# Schöfflisdorf
Schöfflisdorf är en ort och kommun i distriktet Dielsdorf i kantonen Zürich, Schweiz. Kommunen har 1 391 invånare (2023).
Orten Schöfflisdorf är sammanvuxen med orten Oberweningen.